# Clarice Abdalla
Clarice Maria Abdalla Carneiro de Rezende (1961 - 2009) foi professora do Departamento de Comunicação Social e Assessora de Comunicação Social da PUC-Rio. Formada em Comunicação Social, era especialista em Sociologia Política e Filosofia Contemporânea, e doutoranda em Letras pela PUC-Rio. Foi pioneira na criação de sites de rádio com a criação do programa "Revista Jovem", que vai ao ar na Rádio Catedral FM (Rio de Janeiro) e na homepage da PUC-Rio, e "Estação Pilh@", que também vai ao ar na homepage da PUC-Rio, colaborando para o início da radiodifusão multimídia no Brasil. É de sua autoria o livro de poesias "O Circo", além de artigos em livros e revistas acadêmicas.
Clarice Abdalla faleceu em 4 de fevereiro de 2009, de infarto fulminante, enquanto dormia. Seu corpo foi enterrado no cemitério de Irajá, no subúrbio do Rio de Janeiro.